# Antoine Cuissard
Antoine Cuissard (19 d'agost de 1924 - 3 de novembre de 1997) fou un futbolista francès que va formar part de l'equip francès a la Copa del Món de 1954.